# Зависност од рачунара
Зависност од рачунара је вид болести зависности у којем доминира централизовање пажње оболеле особе понајвише (у неким случајевима и једино) на рачунар, плејстејшн, икс бокс или неки други облик техничких уређаја којима је могуће посветити пажњу.

## Облици синдрома хроничног бављења техничким уређајима
- Зависност од рачунара
- Зависност од интернета
- Зависност од сајберсекса
- Зависност од видео-игара

## Зависност од интернета
Опсесивно коришћење интернета је јавно-здравствени проблем и толико озбиљан да га треба признати за клинички поремећај - према тврдњи психијатара.
Ранија истраживања су показала да најчешће од овог менталног обољења угрожени високообразовани, социјално неприлагођени мушкарци, али и средовечне жене.
Физичко стање се чак може погоршати физичкиим активностима, јер оболеле особе имају хронично-смањену вољу за њиховим обављањем (болести срца и крвних судова).

### Симптоми зависности од интернета
- Заборављање сопствених животних потреба (као што су јело, сан).
- Без рачунара присутно је упадање у депресију и повлачење у самога себе, деперсонализација.
- у комбинацији са другим задовољствима (другачијим), присутно је осећање умора, смањење опште интелектуалне способнсти и осећање изолованости од заједнице.
- Често долази и до запостављања властитог здравља и занемаривање својих обавеза.